# Червонная Королева

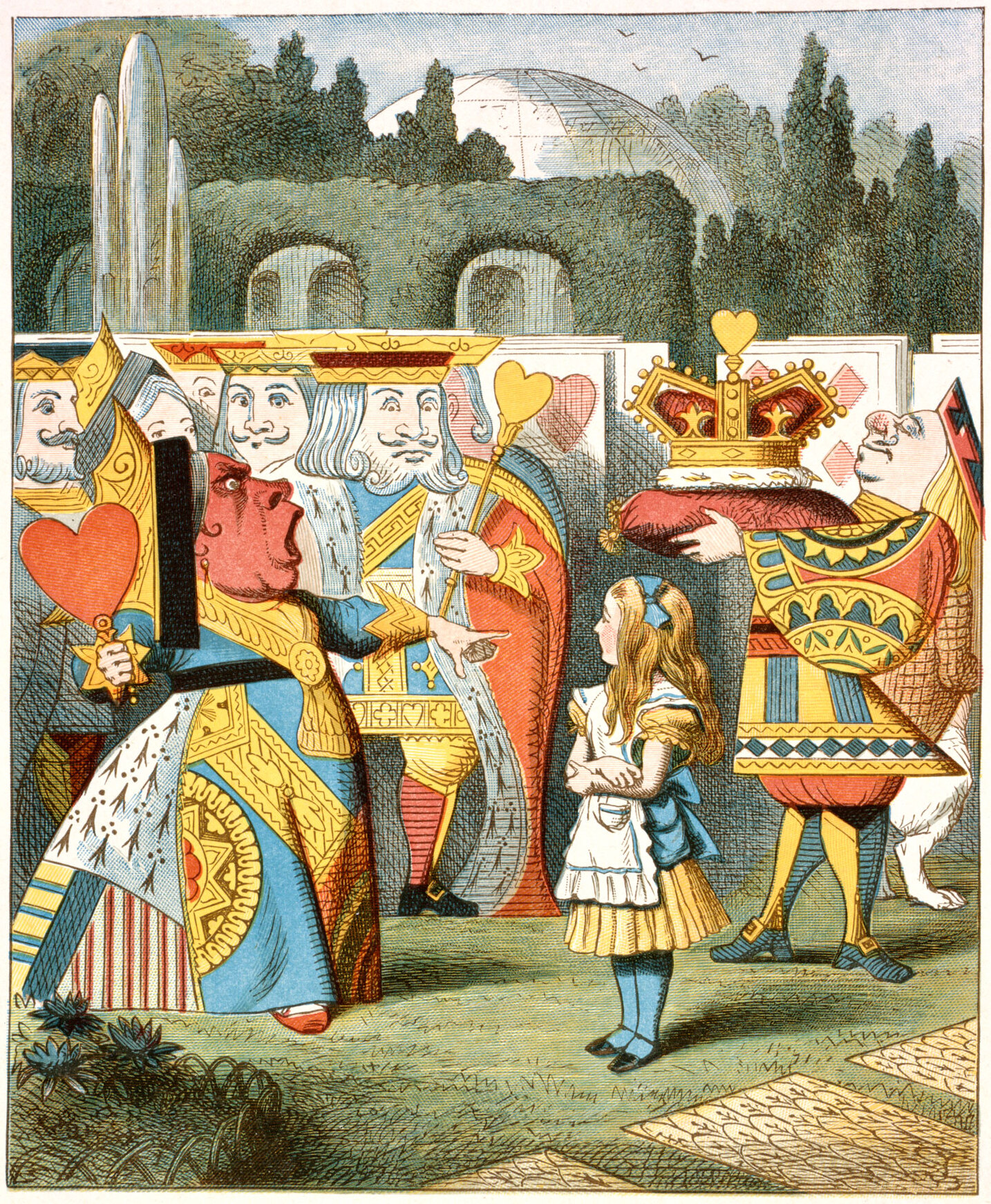
Алиса и Червонная Королева. Иллюстрация Джона Тенниела

Червонная Королева (англ. Queen of Hearts) — главная антагонистка в книге Льюиса Кэрролла «Алиса в Стране чудес». Впервые появляется в 8 главе «Королевский крокет». Показана как сосредоточие ярости и гнева. На любую проблему у неё всего одно решение: отрубить голову, чего, по мнению Грифона, никогда не бывает. В 11 главе «Кто украл крендели?» видно, что её не волнует, виновен Валет или нет. Ей важно отрубить ему голову.

## Фильмы
В экранизациях, объединяющих сюжеты повестей «Алиса в Стране чудес» и «Алиса в Зазеркалье», нередко объединяются персонажи Червонной (карточной) и Чёрной (шахматной, в оригинале «Красной» — англ. Red Queen) королев:
- В мультфильме Уолта Диснея Червонная Королева повторяет книжные реплики Чёрной Королевы о том, что все пути принадлежат ей, и приказывает Алисе делать реверанс и широко открывать рот.
- В фильме Тима Бёртона Королеву называют ведьмой (из-за её жестокости) и величают Красной, а командует картами именно она. Кроме того, Королева командует драконом Бармаглотом, а Белая Королева, её сестра, — шахматными фигурами.
- В сериале «Алиса» Червонная Королева — главная злодейка и мать Джека, Валета Червей. Она похищает людей из реальности и выжимает из них эмоции. Также она уничтожила всех Рыцарей, чтобы ей никто не помешал.
- Американская писательница Марисса Мейер выпустила приквел к «Алисе в стране чудес», рассказывающей о юности Червонной Королевы[2].

## В других произведениях
- Червонная Королева является последним боссом в American McGee’s Alice. Алисе надо её уничтожить, чтоб вернуть Страну чудес в нормальное состояние. В продолжении Королева уже не является главным злом. Она намекает Алисе на того, кто является главным виновником её безумия. Затем Алиса встречает её в Адском поезде (вместе со Шляпником и Гусеницей-бабочкой), где они обвиняют девушку в бездействии и разрушении Страны чудес.
- В аниме и манге Pandora Hearts, Червонная Королева, также известная как Королева головорезов и Деймос, — цепь Винсента Найтрея, с которой тот заключил незаконный контракт. Цепь оказывается Мирандой Барма, что жила сотню лет назад, а после, во время трагедии Сабрие, была ранена Гленом (Освальдом) и низвержена в Бездну, где, пройдя столетний цикл, была превращена в цепь.
- В OVA «Сиэль в Стране Чудес» аниме «Black Butler» Червонной Королевой была Ангелина Дюлес (Мадам Ред).
- В сериале Однажды в сказке и Однажды в Стране чудес Червонной королевой становится Кора, дочь мельника из сказки «Румпельштильцхен», после того как родная дочь (Реджина Миллс) отправляет её через зеркало в Страну Чудес. Владеет магией, может управлять человеком, вырвав у него сердце, или убить, раздавив его сердце (игра слов Queen of Hearts — Червонная королева, либо королева сердец).